# Ken Loach
Ken Loach, také Kenneth Loach (* 17. června 1936, Nuneaton u Coventry) je anglický filmový režisér, známý svými levicovými postoji. Mezi nejslavnější díla patří filmy Kes, Jmenuji se Joe nebo Já, Daniel Blake.

## Život
Pochází z rodiny elektrikáře, na vojně sloužil u letectva, studoval v Oxfordu práva, ale odešel ze školy k divadlu. Později pracoval v BBC, kde začal natáčet první televizní filmy. Později spolupracoval také s televizní stanicí Channel 4, pro kterou natočil v šedesátých letech několik televizních sérií v cyklech Wednesday Play nebo Play for Today.
Žije s manželkou v Bathu a je funkcionářem místního fotbalového klubu. Jeho syn Jim Loach je také filmovým režisérem. Byl členem Labouristické strany, na protest proti politice Tonyho Blaira přešel do strany RESPECT. V roce 2007 vydal prohlášení kritizující politiku státu Izrael na palestinských územích.

## Dílo
V roce 1967 natočil svůj debut Smůla na patách (Poor Cow). Jeho styl navazuje na hnutí Free Cinema, někdy nazývaný jako realismus kuchyňského dřezu (Kitchen Sink Realism), zobrazující všední život chudých lidí. Za svůj vzor označuje také Miloše Formana. Následoval v roce 1969 průlomový film Kes, adaptace románu Barryho Hinese Poštolka pro pacholka, na nějž navázal v roce 1971 filmem Rodinný život. V období vlády Margaret Thatcherové se Loach ocitl v nemilosti - příkladem je zákaz dokumentu Na čí jsi straně? (1985), zobrazujícího hornickou stávku. V roce 1986 natočil úspěšný film Fatherland o východoněmeckých emigrantech.
V nejúspěšnějších Loachových filmech se zájem o sociální otázky prolíná s humornými momenty. Za film Riff-Raff (česky Lůza, 1991) o pracovních podmínkách stavebních dělníků obdržel cenu pro nejlepší evropský film roku. Dále natočil drama ze života nezaměstnaných Padající kameny (1993), historický snímek Země a svoboda (1995) odehrávající se v jednotkách POUM a Jmenuji se Joe (1998) o muži, vyléčeném alkoholikovi, který se zaplete s narkomafií. Mezi hispánskými přistěhovalci do USA se odehrává film Chléb a růže (2000) a humornou poctou fotbalové legendě Ericu Cantonovi je Hledá se Eric (2009).
Výrazných úspěchů dosáhl Loach v letech 2006 a 2016, kdy získal Zlatou palmu na filmovém festivalu v Cannes za historické drama Zvedá se vítr (The Wind That Shakes the Barley) a příběhu může zapleteného v osidlech britského sociálního systému, Já, Daniel Blake. Nejnovější film Starý dub (The Old Oak) byl uveden v roce 2023 na festivalu v Cannes, podle slov režiséra jde o poslední jeho film.

## Filmografie
- 1966: Cathy pojď domů (Cathy Come Home)
- 1967: Smůla na patách (Poor Cow)
- 1969: Kes
- 1970: Rodinný život (Family Life)
- 1979: Black Jack
- 1981: Looks and Smiles
- 1986: Fatherland
- 1990: Hidden Agenda (Skrytá agenda)
- 1991: Riff-Raff (Lůza)
- 1993: Raining Stones
- 1994: Ladybird, Ladybird (Beruško, Beruško)
- 1995: Země a svoboda (Land and Freedom)
- 1996: Carla`s Song (Carlina píseň)
- 1998: Jmenuji se Joe (My Name is Joe)

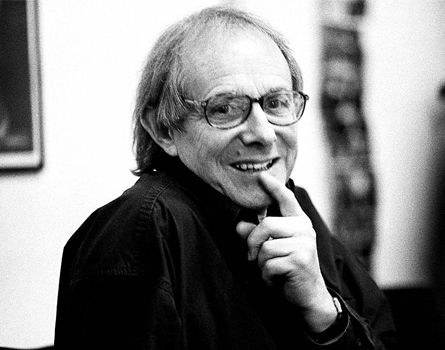
Ken Loach v roce 2007

- Ken Loach v roce 20072000: Bread and Roses (Chléb a růže)
- 2001: Navigators
- 2002: Sweet Sixteen (Sladkých šestnáct)
- 2002: 11'09"01 September 11 - pouze jedna povídka
- 2004: Ae Fond Kiss (Něžný polibek)
- 2006: Zvedá se vítr (The Wind That Shakes the Barley)
- 2007: It`s a Free World
- 2009: Hledá se Eric (Looking for Eric)
- 2011: Route Irish
- 2012: Andělský podíl (The Angel`s Share)
- 2014: Jimmy`s Hall
- 2016: Já, Daniel Blake (I, Daniel Blake)
- 2019: Promiňte, nezastihli jsme Vás (Sorry, We Missed You)
- 2023: Starý dub (The Old Oak)

## Zajímavosti
- V červenci 2010 byl hostem a obdržel na Letní filmové škole v Uherském Hradišti Výroční cenu Asociace českých filmových klubů.[5]